# I Am Omega
I Am Omega is een Amerikaanse film uit 2007 van The Asylum met Mark Dacascos.

## Verhaal
De enige overlevende van een dodelijke plaag moet zien te overleven tussen de gemuteerde wezens die nu over de aarde heersen.

## Rolverdeling
| Acteur               | Personage      |
| -------------------- | -------------- |
| Mark Dacascos        | Renchard       |
| Geoff Meed           | Vincent        |
| Jennifer Lee Wiggins | Brianna        |
| Ryan Lloyd           | Mike           |
| Joshua Schlegel      | Renchards zoon |